# San Lorenzo (Jerécuaro)
San Lorenzo es una población localizada al sur del municipio de Jerécuaro, en el estado de Guanajuato, México.
Su población era de 876 habitantes (2005). Algunas de las poblaciones adyacentes a esta comunidad son La Puerta del Sauz, Puruagua, y Puruagüita
Localización de San Lorenzo San Lorenzo se localiza en el Municipio Jerécuaro del Estado de Guanajuato México y se encuentra en las coordenadas GPS: Longitud (dec): -100.485278 Latitud (dec): 20.027778
La localidad se encuentra a una mediana altura de 1930 metros sobre el nivel 